# Джаґітіал (округ)
Джаґітіал (тел. జగిత్యాల, гінді जगित्याल ज़िला]], англ. Jagitial district) – округ у штаті Телангана, Індія. Площа округу складає 2,419 км², населення – 985,417 осіб. Столицею округу є місто Джаґітіал.

## Міста
- Джаґітіал
- Коратла